# السطح الذهبي

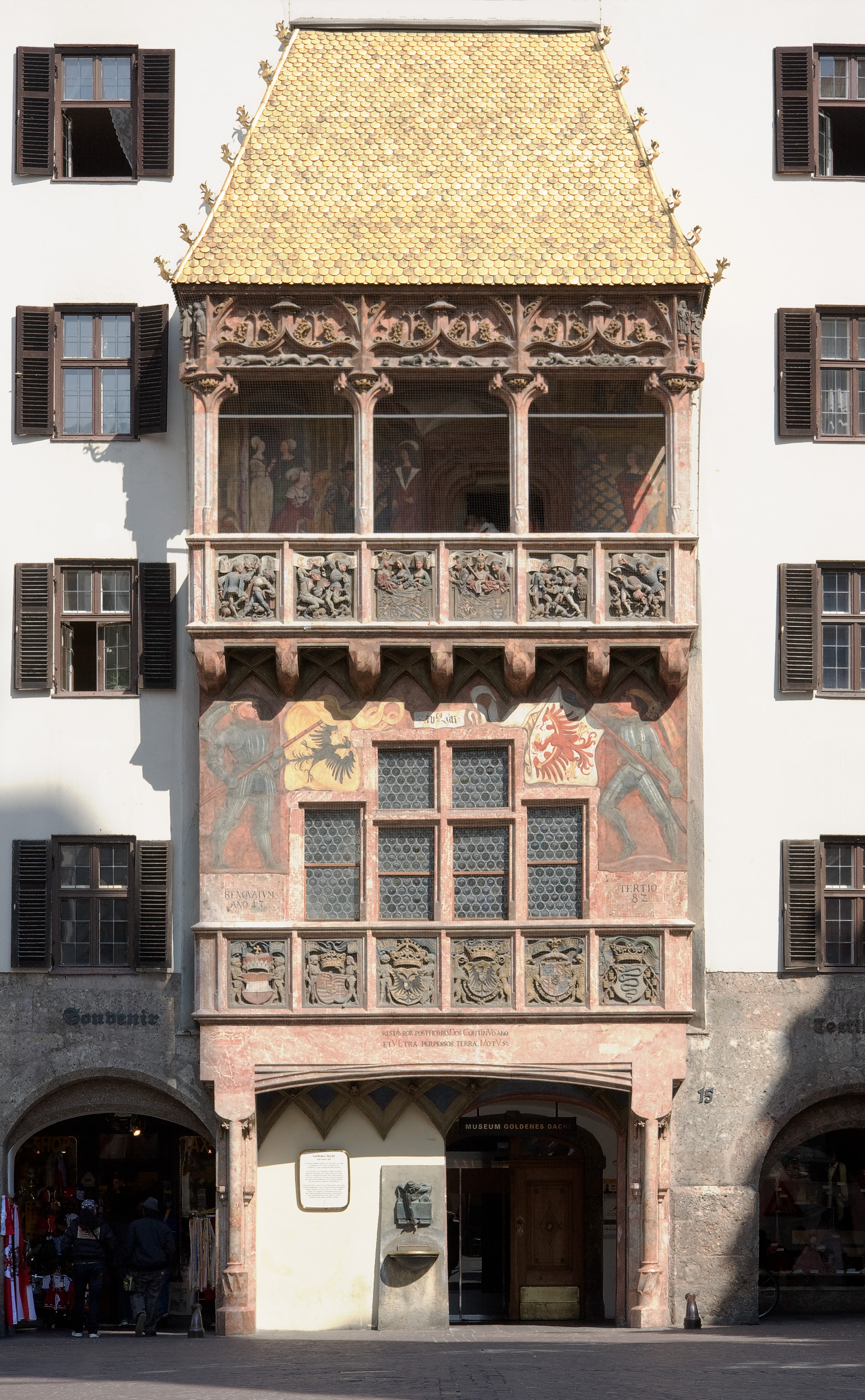
السطح الذهبي في انسبروك

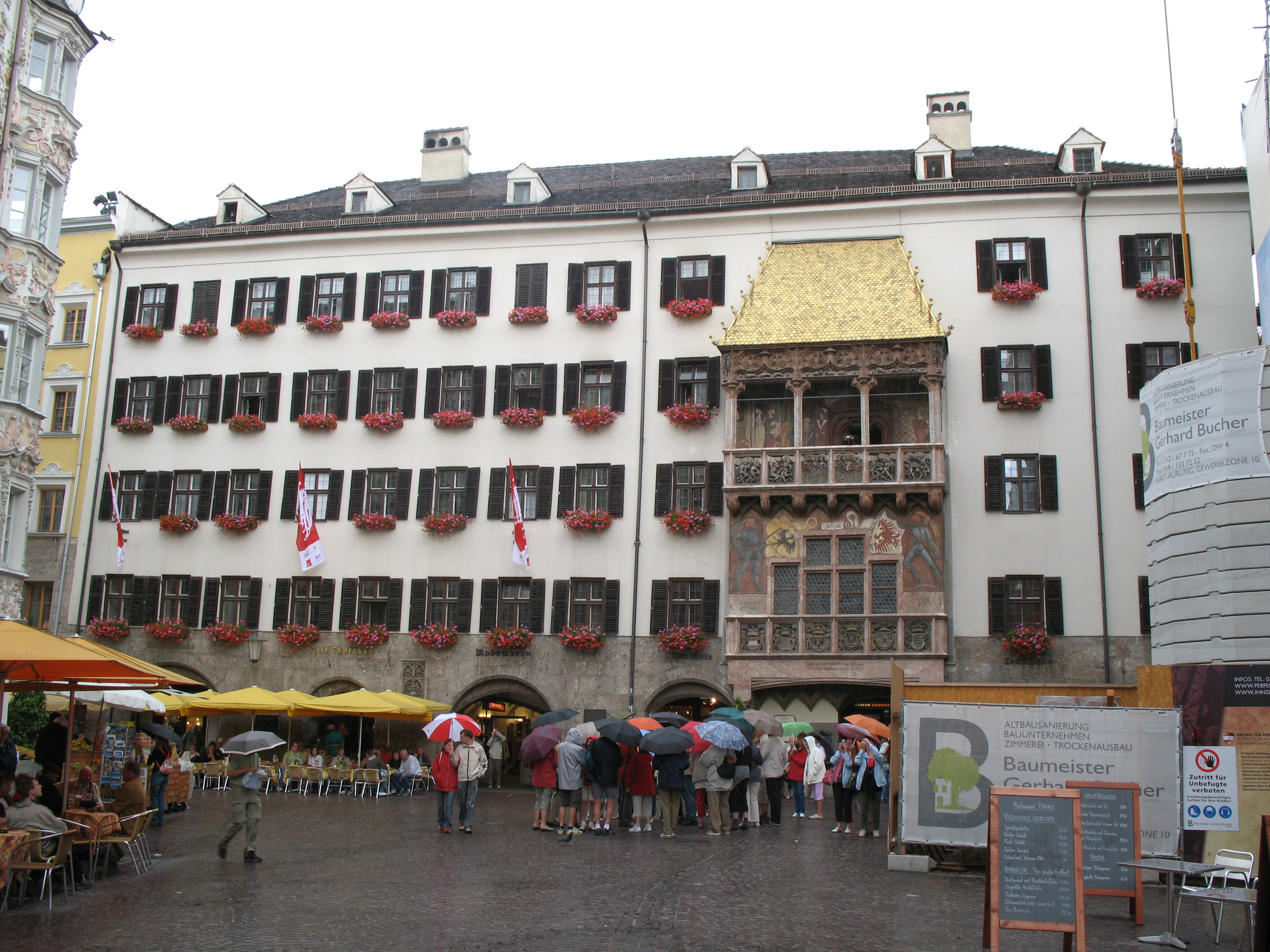
السطح الذهبي

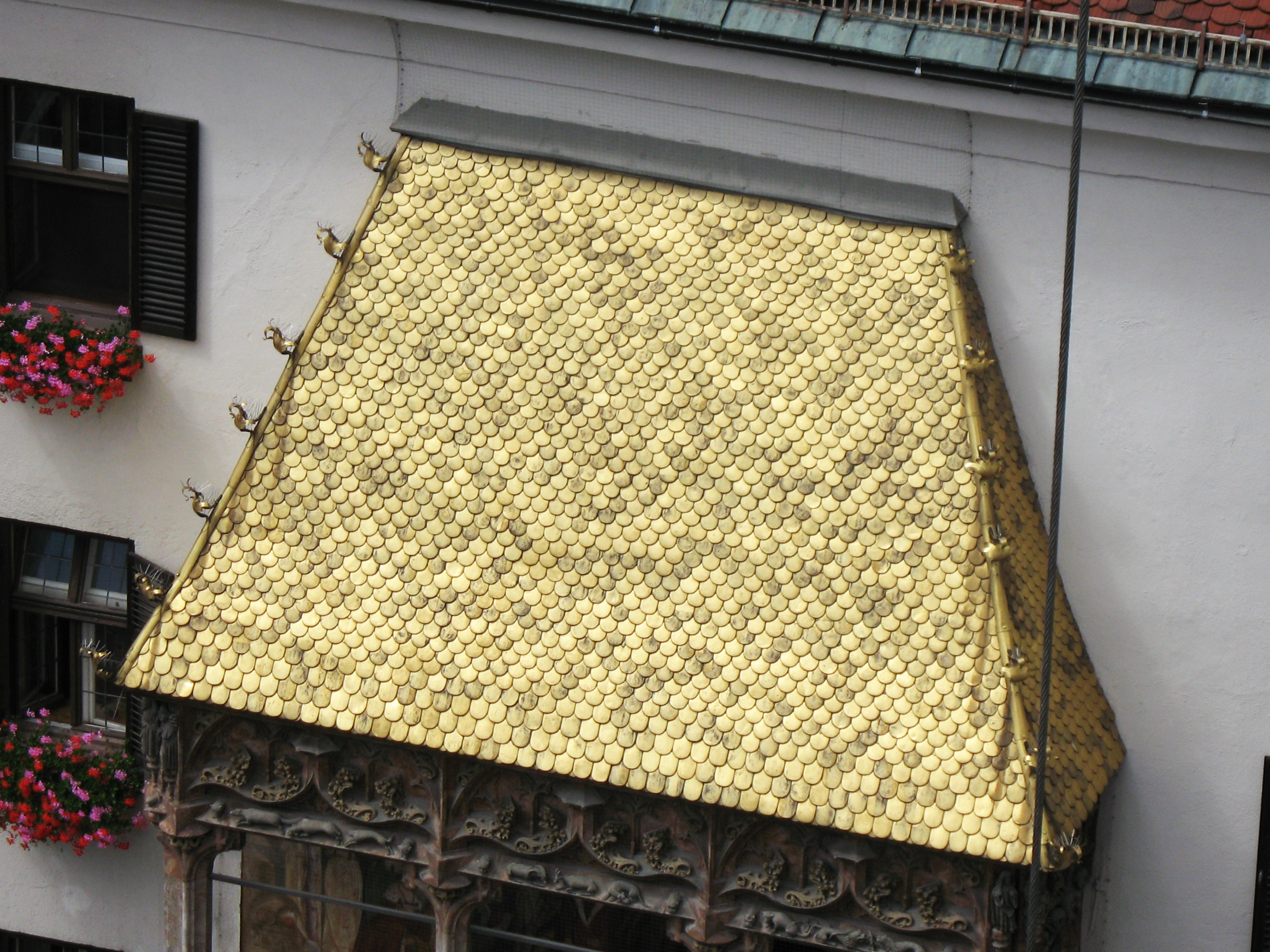
منظر لأعلى السطح الذهبي

السطح الذهبي (بالألمانية : Goldenes Dachl) هو أحد المباني المميزة في انسبروك ، النمسا وقد بني المبنى في 1500. وزين ب2657 من البلاط النحاسي مذهب بأمر من ماكسيميليان الأول إمبراطور الروماني المقدس. والنقوش على المعاطف من السطح تظهر شعار النبالة, ورموز لشخصيات في حيات الإمبراطور.

## التاريخ
وقد تم تصميم السقف الذهبي الدوق فريدرخ الرابع في أوائل القرن ال15, حيث مقر إقامة الملوك التيروليين. السطح الذهبي هو في الواقع شرفة من ثلاثة طوابق على ساحة مركزية في قلب المدينة القديمة. وقد انشئه الإمبراطور ماكسيميليان الأول ليكون بمثابة المربع الملكي حتى يتمكن من أن يجلس في الشرفة وويتمتع بالبطولات في الساحة أدناه. واكتمل البناء في مطلع القرن 16 ، وقد بني السقف الذهبي تكريماً لزواج ماكسيميليان الثاني، وبيانكا ماريا سفورزا في ميلانو. رغبة منة في عدم استعداء الحلف الذي اكتسبها من زواجه الأول، من ماريا البورغونية ، فأمر بتصوير نفسه بين امرأتين رسموا على شرفة منزله.

## حالياً
منذ يناير 2003 ، ضم السقف الذهبي مكتب الاتفاقية الدولية لجبال الألب. إتفاقية جبال الألب هي تحالف من ثمانية بلدان على جبال الألب، تتحد من خلال الالتزام المشترك لتحقيق التنمية المستدامة في جبال الألب الأوروبية.

## معرض صور

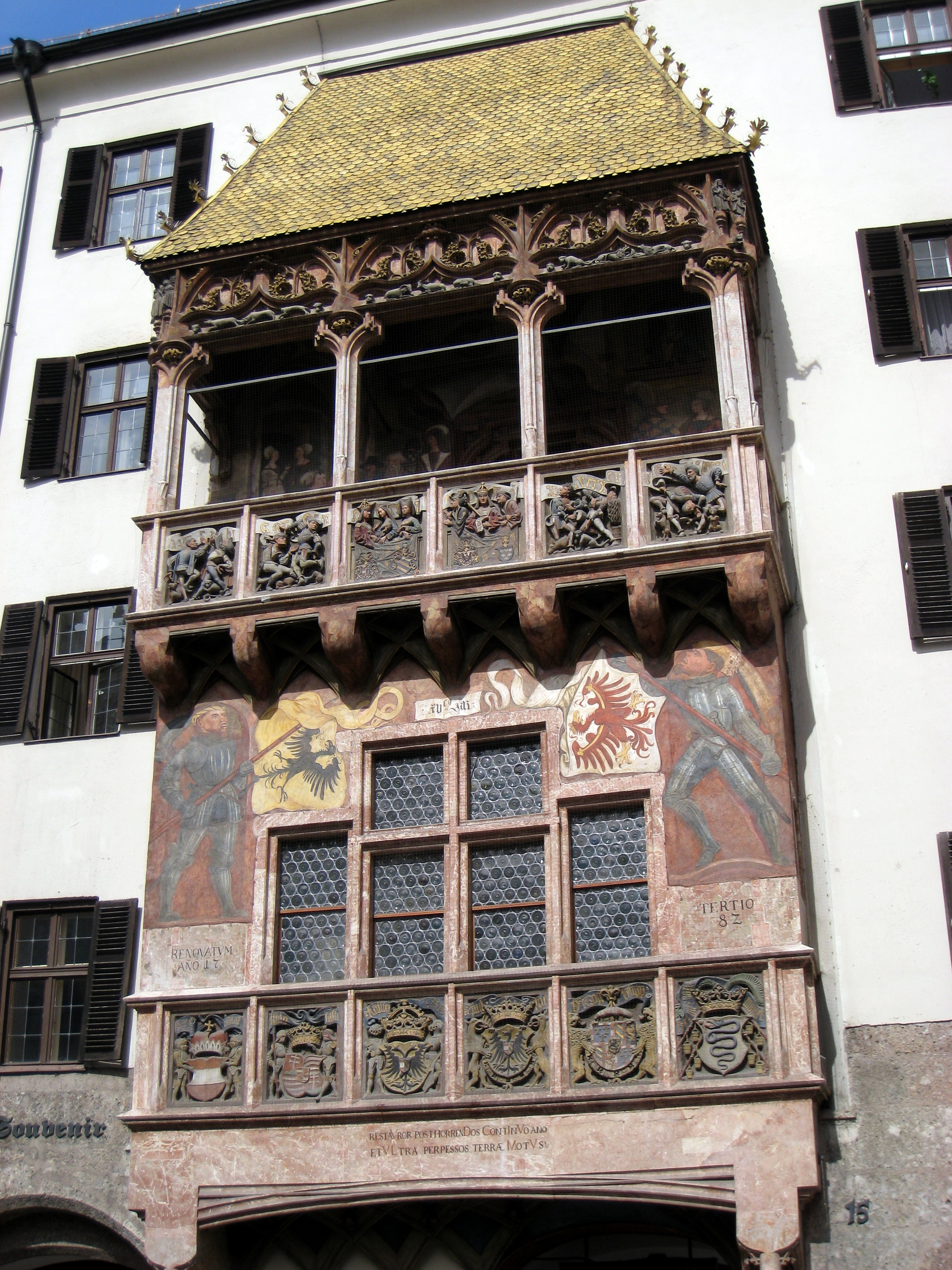
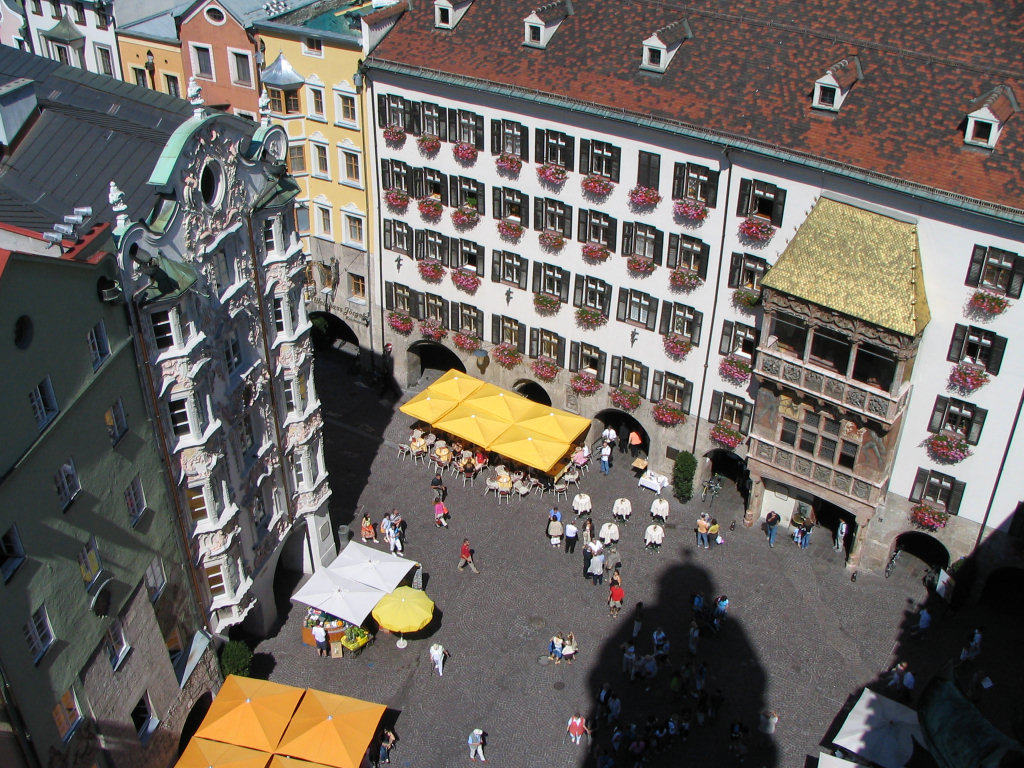
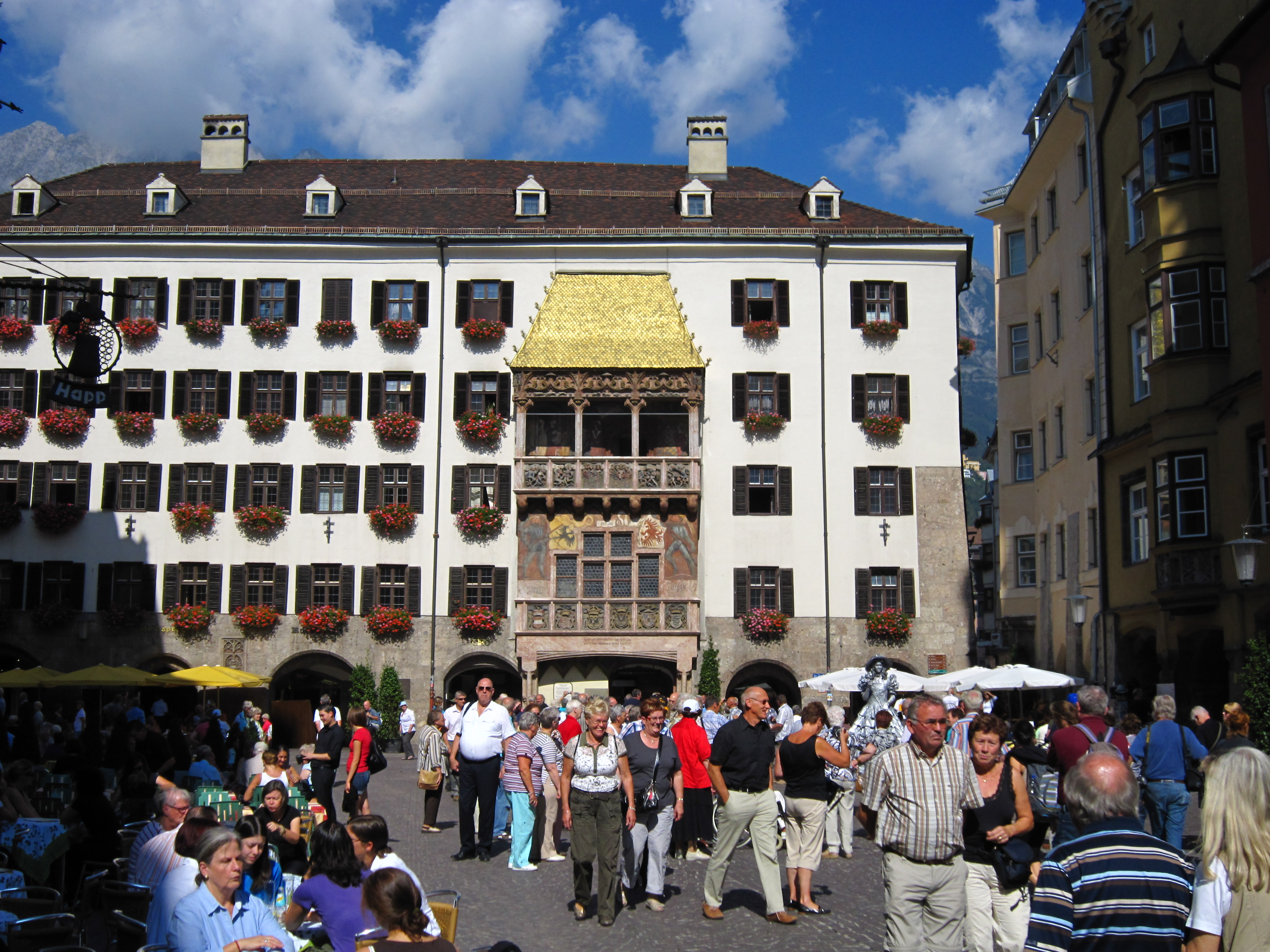